# Diggi
Diggi fou un estat tributari protegit, una thikana feudataria de Jaipur regida pel clan Khangarot dels kachhawa. La thikana fou concedida per Prithwi Singh I de Jaipur (Amber) al seu fill Jag Mal, vers el 1500. Jag la va transmetre al seu fill Khangar i va romandre en la família.

## Llista de thakurs
- Thakur HARI SINGH ?-1695 (+ 5 d'abril de 1695 en una batalla)
- Thakur GAJ SINGH 1695-1720 (fill mort el 1720 en una batalla)
- Thakur PRITHI SINGH 1720-1723 (fill)
- Thakur AMAR SINGH 1723-1727 (germà de Gaj Singh)
- Thakur JAGAT SINGH 1727-1759 (fill)
- Thakur KALYAN SINGH 1759-1790 (nascut com Kunwar Kalyan Singh, segon fill de Thakur Maha Singh de Mehndwas, adoptat)
- Thakur SARDUL SINGH 1790-1795 (fill)
- Thakur KARAN SINGH 1795-1800 (fill)
- Thakur MEGH SINGH 1800-1846 (nascut com Kunwar Megh Singh, fill de Thakur Nathu Singh de Mundia, adoptat)
- Thakur BHIM SINGH 1846-1872 (fill)
- Thakur PRATAP SINGH 1872-1892 (fill)
- Thakur DEVI SINGH 1892-1910 (nascut com Kunwar Devi Singh, fill de Thakur Bairi Sal de Mundia, adoptat)
- Thakur AMAR SINGH 1910-1918
- Thakur SANGRAM SINGH 1918-1954, (nascut com Kunwar Sangram Singh, fill de Thakur Bhairu Singh de Lambia, adoptat, + 1962)